# Уильямс, Стивен (велогонщик)
Стивен Уильямс (англ. Stephen Williams; род. 9 июня 1996, Аберистуит, Уэльс) — британский профессиональный шоссейный велогонщик.

## Карьера
С 2019 по 2022 год выступал за команду мирового тура «Bahrain Victorious». 
С 2023 года в составе Israel Start-Up Nation.

## Достижения
2016
1-й - Suir Valley Three Day
3-й - Нью Зеланд Сайкл Классик
2017
2-й - Flèche Ardennaise
2018
1-й  - Ronde d'Isard
1-й  Горная классификация
1-й на этапах 1 и 2
4-й - Ronde van Zuid-Holland
5-й - Girobio
1-й на этапе 7
9-й - Льеж — Бастонь — Льеж (среди молодёжи U-23)
2022
1-й этап Тур Швейцарии
2023
Арктическая гонка Норвегии
Генеральная классификация
3-й этап
3-й Чемпионат Великобритании — Групповая гонка
2024
Тур Даун Андер
Генеральная классификация
6-й этап
Флеш Валонь